# Нов икономически механизъм
Новият икономически механизъм (НИМ) е опит за повишаване на ефективността на плановата икономика в България, започнал през 1979 година и продължил през първата половина на 80-те години. Той протича паралелно с подобни процеси в Съветския съюз. В много отношения той повтаря по-ранния опит за реформи – т.нар. Нова система на планиране и ръководство на народното стопанство от средата на 60-те години.
НИМ е официално обявен като новата държавна политика в икономиката на Мартенския пленум на Централния комитет на Българската комунистическа партия през 1979 година. Основен мотив за въвеждането му е Дълговата криза от 1972 – 1978 година, при която страната избягва фалит само със значителна съветска помощ. Той цели да подобри мотивацията на стопанската номенклатура и работниците, като донякъде децентрализира управлението на икономиката. Сред предвидените мерки са:
- Децентрализация на планирането и намаляване на централно определяните производствени показатели на предприятията
- Създаване на възможност за преки договори между предприятията
- Известно либерализиране на цените на непотребителските стоки и доближаването им до международните нива
- Обвързване на заплатите с печалбата на предприятията

По-късно към предлаганите мерки са добавени нови, сред които и ограниченото допускане на частна дейност в отделни второстепенни сектори, като селското стопанство и услугите.
Въпреки многократното шумно прокламиране на НИМ, правителството така и не успява да го проведе в практиката. Според първоначалното намерение той трябва да бъде въведен в селското стопанство от пролетта на 1979 година, а в останалите сектори – от началото на 1980 година. На Декемврийския пленум през 1982 година отново е обявено въвеждането на НИМ в цялата икономика от началото на следващата година. Две години по-късно, на Ноемврийския пленум, Тодор Живков отново заявява, че „от 1 януари 1985 година ще минем към тотално експериментиране в цялата икономика“.
Новият икономически механизъм не успява да предизвика промяна на отрицателните тенденции в икономиката. Икономическият растеж за Седмата петилетка (1975 – 1980) е едва 0,7%, а през Осмата петилетка (1980 – 1985), след обявяването на НИМ, продължава да намалява до 0,58%. Тенденцията продължава и след това, за да достигне до започналата през 1988 година и продължила почти до края на века рецесия.